# Huijong
Huijong (né le 21 juin 1181 et mort le 31 août 1237) est le vingt-et-unième roi de la Corée de la dynastie Goryeo. Il a régné du 15 février 1204 à 1211.